# Lappajärvi (See)
Der Lappajärvi ist ein See im Westen Finnlands. Er liegt auf einer Höhe von 69,5 m über dem Meeresspiegel auf dem Gebiet der Gemeinden Lappajärvi, Vimpeli und Alajärvi.
Mit einer Fläche von 145,49 km² ist er der größte See der Landschaft Südösterbotten und steht in der Reihe der größten Seen Finnlands an 33. Stelle.
Der See füllt den größten in Finnland bislang entdeckten Meteoritenkrater mit 22 km Durchmesser. Nachdem lange fälschlich angenommen wurde, dass es sich beim Lappjärvi um die Reste einer vulkanischen Caldera handele, gelang 1976 der Nachweis, dass das Seebecken des Lappajärvi vor rund 77,85 Mio. Jahren entstand, als ein Meteorit von geschätzten 1 500 m Durchmesser mit einer Geschwindigkeit von 40 bis 60 km/s auf dem Granitsockel des Baltischen Schildes einschlug. Die Insel Kärnänsaari stellt den Zentralberg dieses Kraters dar; abgesehen davon finden sich im See, wie bei Kraterseen üblich, kaum Inseln. Auf Kärnänsaari finden sich gehäuft Impaktgesteine, verstreut auch in der weiteren Umgebung.
An seiner tiefsten Stelle ist der Lappajärvi 37 Meter tief.
Die wichtigsten Zuflüsse sind Savonjoki und Kurejoki.
Der Lappajärvi entwässert über den Välijoki („Zwischenfluss“) nach Norden hin zum See Evijärvi, der wiederum vom Ähtävänjoki zum Bottnischen Meerbusen abfließt.